# Deltocyathus cameratus
Deltocyathus cameratus är en korallart som beskrevs av Stephen D. Cairns 1999. Deltocyathus cameratus ingår i släktet Deltocyathus och familjen Caryophylliidae. Inga underarter finns listade i Catalogue of Life.